# Seconda ricostruzione
Seconda ricostruzione è il termine, coniato dallo storico C. Vann Woodward, con il quale ci si riferisce al nascere e allargarsi di nuovi movimenti di massa in favore dei diritti civili per gli afroamericani e per l'abrogazione completa della segregazione razziale negli Stati Uniti subito dopo la fine della seconda guerra mondiale. La natura del termine va a indicare le similitudini che il periodo post-1945 ha avuto con l'era della Ricostruzione avvenuta dopo la guerra di Secessione, dove gli afroamericani tornano a reclamare diritti politici e civili ottenendo importanti risultati.
A differenza del XIX secolo, periodo nel quale la stragrande maggioranza i neri americani aderiva al Partito Repubblicano, si assisté a un radicale cambiamento di ideali bipartitico dove il Partito Democratico giocò un ruolo fondamentale nel riconoscimento della posizione sociale degli afroamericani rispetto al passato, assicurandosi un forte appoggio politico da parte delle comunità nere e, in seguito, degli stranieri in generale. In controtendenza, gli Stati del Sud che dal 1877 (fine dell'era della Ricostruzione) fino agli anni '60 (pieno svolgimento del movimento dei diritti civili) erano diventati roccaforte democratica nelle elezioni politiche, cambiarono progressivamente tendenza politica con l'apertura del Partito Democratico, preferendogli ad esso la linea "sudista" che stava invece adottando il Partito Repubblicano per tutelare i lavoratori bianchi americani.